# Сэпынца
Сэпынца (венг. Szaplonca, словац. Sapunka; идиш Spinka, Shpinka‎) — коммуна, состоящая из единственной одноимённой деревни в Румынии, в жудеце Марамуреш.
Сэпынца известна своим «Весёлым кладбищем».
Из Сэпынцы происходит хасидская династия Спинка.
Первые евреи появились в Сэпынца (Спинке) в XVIII веке; в 1728 году там проживали три еврейские семьи, которые занимались изготовлением крепких напитков. Первая синагога построена в 1800 году. В начале XX века построена новая синагога.
В 1944 году евреи города были высланы в Тячев, а оттуда — в Освенцим. Сегодня евреев в Сэпынце нет.
Спинковские хасиды живут в Нью-Йорке, Бней-Браке и Иерусалиме.

## Галерея

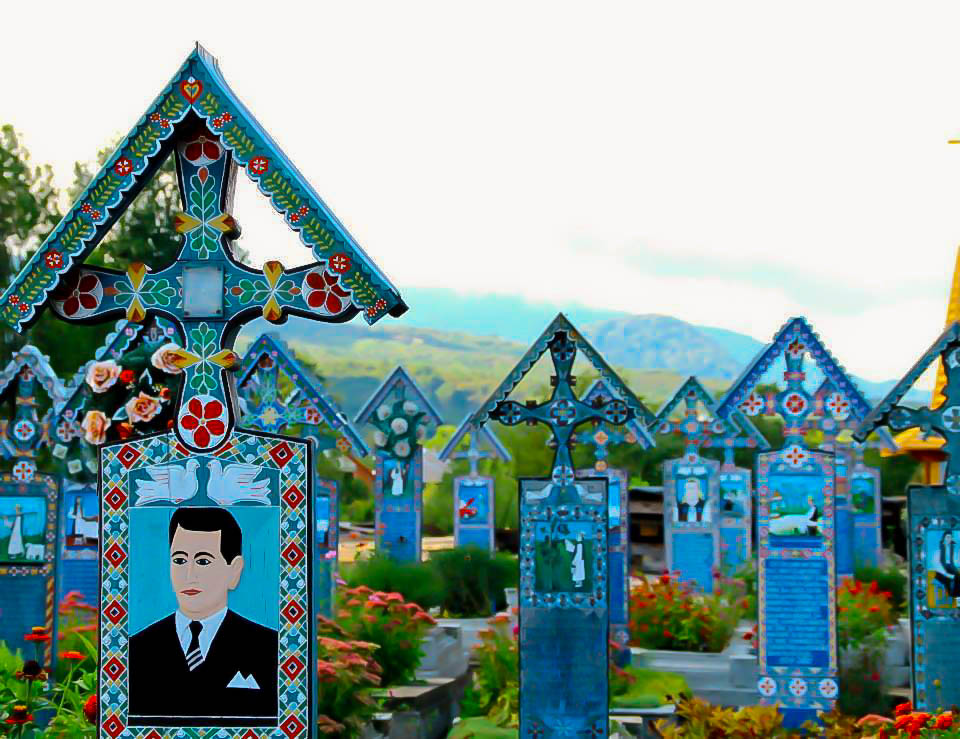
Веселое кладбище
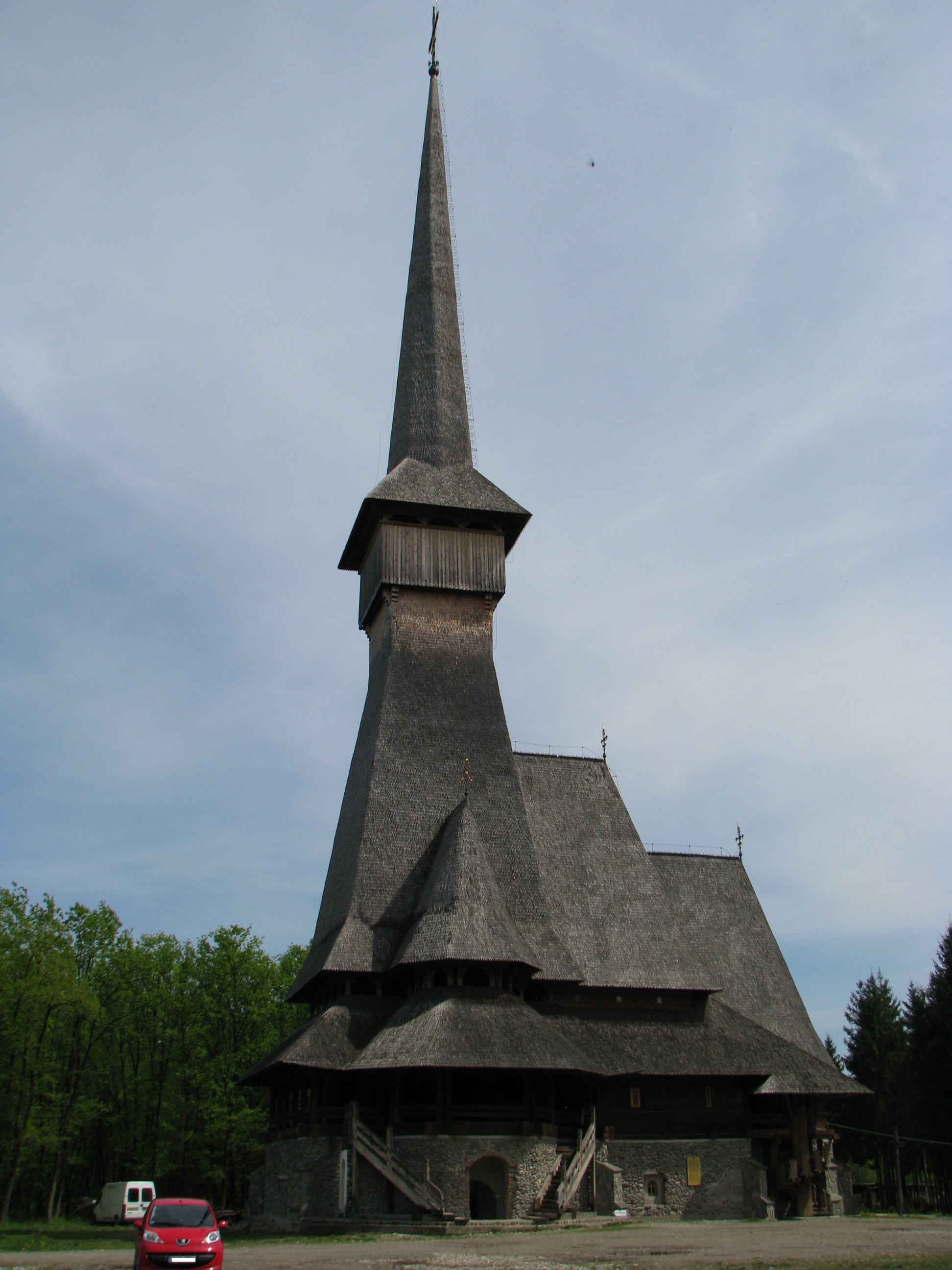
Церковь монастыря Săpânța Peri, самая высокая  мире деревянная церковь
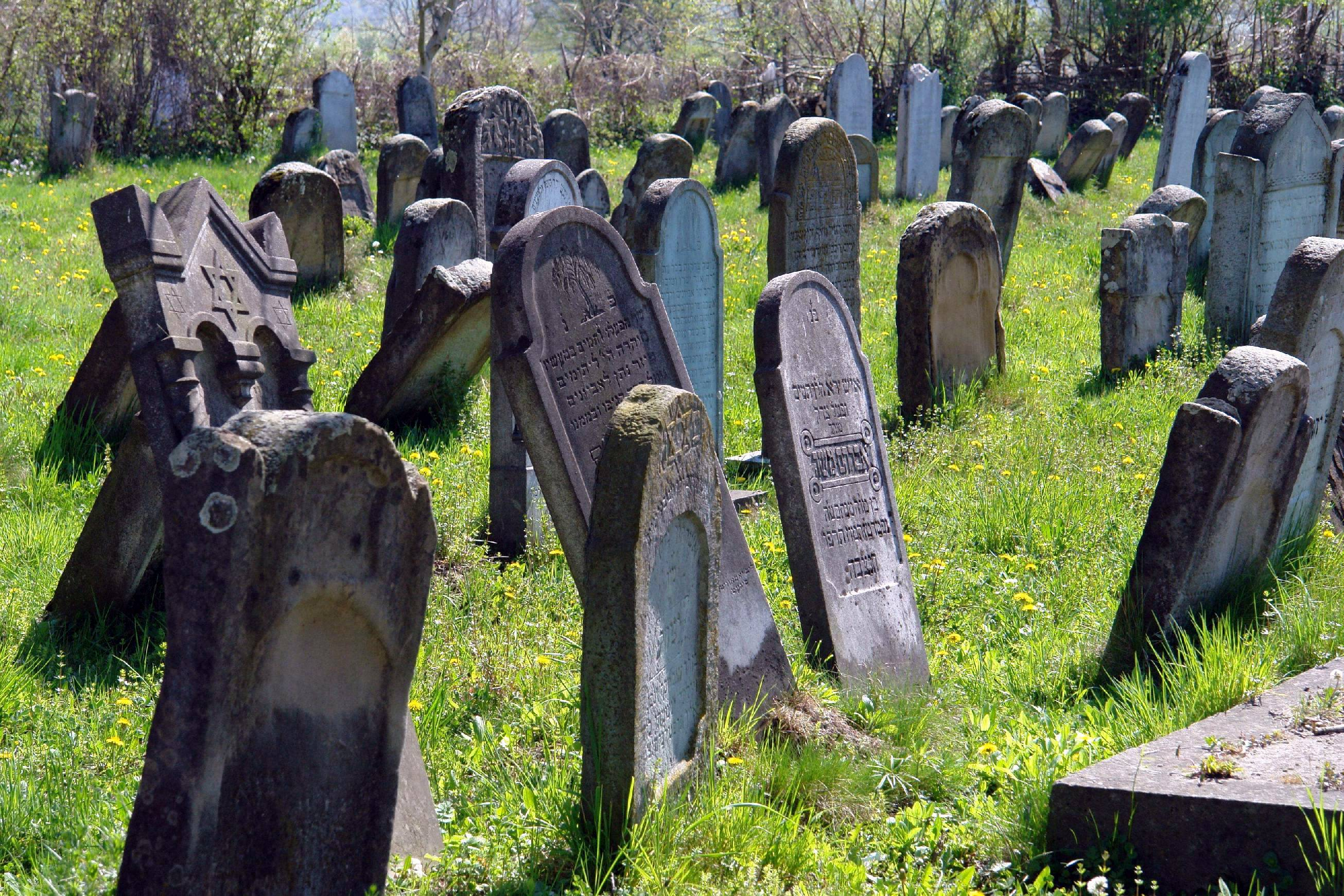
Еврейское кладбище